# Salsola praecox
Salsola praecox là loài thực vật có hoa thuộc họ Dền. Loài này được (Litv.) Iljin miêu tả khoa học đầu tiên năm 1936.